# ترویتسکویه (شهرستان ملئوزوفسکی، باشقیرستان)
ترویتسکویه (انگلیسی: Troitskoye, Meleuzovsky District, Republic of Bashkortostan) یک شهرک در شهرستان ملئوزوفسکی استان باشقیرستان کشور روسیه است.